# Galbulidae
Los jacamares, jacamarás o yacamarás (Galbulidae) son una familia de aves arbóreas de la zona tropical de América; su distribución geográfica se extiende, al norte, hasta México. Son aves brillantes y elegantes, de pico y cola muy largos, que se alimentan de insectos capturados en pleno vuelo. Se parecen en su aspecto y comportamiento a los abejarucos del Viejo Mundo (familia Meropidae), aunque en realidad están relacionados con los pájaros carpinteros (familia Picidae).
Esta familia suele incluirse en el orden Piciformes, aunque algunos autores la colocan en su propio orden, Galbuliformes, junto con la familia Bucconidae.
Como la mayoría de sus parientes cercanos, los yacamarás nidifican en agujeros. Ponen de 2 a 4 huevos blancos en un hueco en el suelo.

## Especies
- Galbalcyrhynchus leucotis, jacamará orejiblanco
- Galbalcyrhynchus purusianus, jacamará del Purús
- Brachygalba salmoni, jacamará dorsioscuro
- Brachygalba goeringi, jacamará acollarado
- Brachygalba lugubris, jacamará pardo
- Brachygalba albogularis, jacamará gorgiblanco
- Jacamaralcyon tridactyla, jacamará tridáctilo
- Galbula albirostris, jacamará piquigualdo
- Galbula cyanicollis, jacamará cariazul
- Galbula ruficauda, jacamará colirrufo
- Galbula galbula, jacamará coliverde
- Galbula pastazae, jacamará cobrizo
- Galbula cyanescens, jacamará coroniazul
- Galbula tombacea, jacamará barbiblanco
- Galbula chalcothorax, jacamará violáceo
- Galbula leucogastra, jacamará bronceado
- Galbula dea, jacamará colilargo
- Jacamerops aureus, jacamará grande